# Coffea zanguebariae
Coffea zanguebariae là một loài thực vật có hoa trong họ Thiến thảo. Loài này được Lour. mô tả khoa học đầu tiên năm 1790.